# Plega signata
Plega signata är en insektsart som först beskrevs av Hagen 1877.  Plega signata ingår i släktet Plega och familjen fångsländor. Inga underarter finns listade i Catalogue of Life.